# Mettäjärvi, Norrbotten
Mettäjärvi är en sjö i Övertorneå kommun i Norrbotten och ingår i Torneälvens huvudavrinningsområde. Sjön har en area på 1,83 kvadratkilometer och ligger 163,1 meter över havet. Mettäjärvi ligger i Torne och Kalix älvsystem Natura 2000-område. Sjön avvattnas av vattendraget Pillujoki.

## Delavrinningsområde
Mettäjärvi ingår i det delavrinningsområde (742279-184201) som SMHI kallar för Utloppet av Mettäjärvi. Medelhöjden är 207 meter över havet och ytan är 16,95 kvadratkilometer. Det finns inga avrinningsområden uppströms utan avrinningsområdet är högsta punkten. Pillujoki som avvattnar avrinningsområdet har biflödesordning 3, vilket innebär att vattnet flödar genom totalt 3 vattendrag innan det når havet efter 141 kilometer. Avrinningsområdet består mestadels av skog (76 procent). Avrinningsområdet har 1,79 kvadratkilometer vattenytor vilket ger det en sjöprocent på 10,5 procent.